# Stefan Mitkow
Stefan Mitkow (bulgarisch Стефан Митков, wiss. Transliteration Stefan Mitkov; * 16. Juni 1933 in Bodrowo) ist ein ehemaliger bulgarischer Skilangläufer.
Mitkow kam bei den Olympischen Winterspielen 1960 in Squaw Valley auf den 33. Platz über 15 km, auf den 31. Rang über 30 km sowie auf den 22. Platz über 50 km und bei den Olympischen Winterspielen 1964 in Innsbruck auf den 43. Platz über 15 km, auf den 37. Rang über 30 km sowie auf den 25. Platz über 50 km. Zudem belegte er bei den Nordischen Skiweltmeisterschaften 1962 in Zakopane den 48. Platz über 30 km und bei den Nordischen Skiweltmeisterschaften 1970 in Štrbské Pleso den 45. Platz über 30 km, den 43. Rang über 50 km sowie den 15. Platz mit der Staffel.